# ثنائية المهماز
ثنائية المِهْمَاز أو المِهمازية (الاسم العلمي: Dicentra) (من اليونانية: dís «ثنائي»، kéntron «مهماز»)، المعروفة باسم القلوب الدامية، هو جنس يتكون من ثمانية أنواع من النباتات العشبية ذات أزهار غريبة الشكل وأوراق مقسمة بدقة، موطنها شرق آسيا وأمريكا الشمالية.